# Barrage de Masjed Soleyman
Le barrage de Masjed Soleyman ou barrage de Karun-2 (également appelé barrage de Godar-e Landar) est un barrage, sur le Karoun en Iran. Il est associé à une centrale hydroélectrique de 2 000 MW. Sa mise en service complète a eu lieu en 2007.
Sa production électrique moyenne est estimée à 3 700 GWh/an.